# Neonbrennen
Als Neonbrennen bezeichnet man eine Gruppe von Kernfusionsreaktionen im Inneren schwerer Sterne mit einer Ausgangsmasse von mindestens 10 Sonnenmassen, bei denen durch die Umwandlung des Ausgangsstoffes Neon Energie freigesetzt wird. Voraussetzung hierfür sind hohe Temperaturen von mindestens 1,2·109 Kelvin und hohe Dichten von mindestens 4·109 kg/m³. Das Neonbrennen setzt ein, wenn durch das vorangegangene Kohlenstoffbrennen der Kohlenstoff im Kern des Sterns aufgebraucht ist und ein Sauerstoff-Neon-Magnesium-Kern entstanden ist. Die Fusionsprozesse kommen zum Erliegen, woraufhin der Druck im Kern nicht mehr ausreicht, um der eigenen Gravitation entgegenzuwirken. Daher wird er so weit komprimiert, bis der dadurch bewirkte Temperatur- und Druckanstieg schließlich die Voraussetzungen für das Neonbrennen geschaffen hat. Normalerweise würde man erwarten, dass das Sauerstoffbrennen vor dem Neonbrennen einsetzt, bei derart hohen Temperaturen spielt aber die Photodesintegration von Neonkernen eine wichtige Rolle, welche im Vergleich zu den doppelt magischen Sauerstoffkernen instabiler sind. Dabei werden durch frühere Fusionsprozesse (siehe Kohlenstoffbrennen) erzeugte Neon-Kerne 20Ne durch hochenergetische Gammaquanten γ in Sauerstoff 16O und Helium 4He (α-Teilchen) gespalten:
{\displaystyle \mathrm {_{10}^{20}Ne} +\gamma \rightarrow \mathrm {_{\ 8}^{16}O} +\mathrm {_{2}^{4}He-4{,}73\ MeV} }
Die erste Reaktion ist zwar endotherm, das 4He kann aber mit einem weiteren 20Ne reagieren, um Magnesium 24Mg zu erzeugen:
{\displaystyle \mathrm {_{10}^{20}Ne} +\mathrm {_{2}^{4}He} \rightarrow \mathrm {_{12}^{24}Mg} +\gamma +\mathrm {9{,}31\ MeV} }
Effektiv kombinieren die beiden Reaktionen zu {\displaystyle \mathrm {2\ _{10}^{20}Ne} \rightarrow \mathrm {_{12}^{24}Mg} +\mathrm {_{\ 8}^{16}O} +\mathrm {4{,}58\ MeV} }.
In einem alternativen Reaktionsweg findet zunächst eine Neutronenanlagerung an das 20Ne statt, das anschließend mit einem α-Teilchen reagiert und unter Aussendung eines Neutrons n ebenfalls 24Mg bildet:
{\displaystyle \mathrm {_{10}^{20}Ne+{_{0}^{1}n}} \rightarrow \mathrm {_{10}^{21}Ne} +\gamma }
{\displaystyle \mathrm {_{10}^{21}Ne} +\mathrm {_{2}^{4}He} \rightarrow \mathrm {_{12}^{24}Mg} +\mathrm {_{0}^{1}n} } 
Das im zweiten Schritt erzeugte Neutron kann in einen erneuten Durchlauf der Reaktion eingehen.
Während des Neonbrennens reichert sich der Kern mit Sauerstoff und Magnesium an, welche am Ende 95 % der Zusammensetzung ausmachen, und Neon wird abgebaut. Nach wenigen Jahren (im Artikel Stern findet sich eine exemplarische Zeitskala für die Dauer der einzelnen Brennphasen) hat der Stern sein gesamtes Neon verbraucht, und der Kern kühlt sich erneut ab und wird durch die Gravitation komprimiert. Temperatur und Druck steigen erneut an, bis zum Einsetzen des Sauerstoffbrennens.